# العقبة (موريتانيا)
العقبة هي قرية تابعة لمقاطعة واد الناقة قي ولاية الترارزة في موريتانيا على بعد 17 كلم غرب عاصمة المقاطعة وهي على الطريق الوطني الأول طريق الأمل على بعد 31 كلم شرق نواكشوط العاصمة.